# Elvira de Mendoza
Elvira de Mendoza, född okänt år, död 1523, var en portugisisk hovfunktionär. 
Hon var guvernant till Isabella av Portugal och hennes syskon.